# The Journal of Thoracic and Cardiovascular Surgery
Das Journal of Thoracic and Cardiovascular Surgery, abgekürzt J. Thorac. Cardiovasc. Surg., ist eine wissenschaftliche Fachzeitschrift, die vom Elsevier-Verlag im Auftrag der American Association for Thoracic Surgery und der Western Thoracic Surgical Association veröffentlicht wird. Die Zeitschrift wurde 1931 unter dem Namen The Journal of Thoracic Surgery gegründet. Im Jahr 1959 erfolgte die Verlängerung auf den aktuellen Namen; die Zeitschrift erscheint mit zwölf Ausgaben im Jahr. Es werden Arbeiten veröffentlicht, die sich mit der Chirurgie von Herz und Lunge beschäftigen.
Der Impact Factor lag im Jahr 2014 bei 4,168. Nach der Statistik des ISI Web of Knowledge wird das Journal mit diesem Impact Factor in der Kategorie Chirurgie an zwölfter Stelle von 198 Zeitschriften, in der Kategorie Atemwegssystem an neunter Stelle von 57 Zeitschriften und in der Kategorie Herz-Kreislaufsystem an 26. Stelle von 123 Zeitschriften geführt.